# Четрнаеста влада Николе Пашића
Четрнаеста влада Николе Пашића је била влада Краљевине Срба, Хрвата и Словенаца која је владала од 26. март 1921. до 24. децембра 1921. године.

## Видовдански устав
Постојали су различити нацрти новог устава. Радикали и демократе били су за централистичко државно уређење. И поред разлика које су их делиле, Прибићевић и Давидовић сагласили су се око нацрта новог устава. Њима се супротставио Стјепан Радић на челу Хрватске пучке сељачке странке (до 1920). Они су предлагали федеративну, сељачку државу састављену од Србије, Хрватске и Словеније, док би се остале територије (Црна Гора, Босна, Херцеговина, Војводина) определиле коме ће се придружити. Демократе и радикали стајали су на истој страни у борби за устав. Демократе су заузимале радикалнији став: један народ, насупрот радикалском компромису о троименом народу.
Нови Устав донет је на Видовдан, 28. јуна 1921. године. Победу је однела надмоћнија и бројнија, централистичка струја. Држава је дефинисана као наследна, уставна и парламентарна монархија, упркос бројној опозицији. Опозиција је делом уклоњена силом државне моћи (КПЈ), а делом је апстиненцијом сама себе одстранила из политичког живота (ХРСС). За службени језик проглашен је српско-хрватско-словеначки. Законодавну власт вршили су краљ и Народна скупштина заједнички. Краљ је сазивао и распуштао скупштину, потврђивао законе, краљ је био врховни заповедник војске, заступао је државу у односима са иностранством, није никоме одговарао нити је могао бити тужен, објављивао је рат и закључивао је мир, а судске пресуде извршавале су се у његово име. Извршну власт вршио је краљ преко министара које је сам постављао, а судску судови који су судили у име краља и на основу закона. Нови устав истицао је парламентаризам као једно од својих основних начела.
Држава је подељена на области (највише по 800.000 становника), округе, срезове и општине . Укупно је постојало 33 области. Ова административна подела задржала се до стварања бановина 1929. године. На челу области налазио се велики жупан, постављен од краља. Поред органа државне управе предвиђени су и органи локалне самоуправе. Након 1. децембра 1918. године није успостављен јединствени правни поредак. Поступак унификације права наилазио је на бројне сметње и након доношења устава, те је добрим делом изостао. У погледу правног поретка, држава је била федералистичка и након устава. Опстало је шест различитих правних области, те се државноправни провизоријум у том погледу пренео и на раздобље након 1921. године. Пуноважност правних норми зависила је од географске ширине и дужине. Из бирачког права искључени су официри, подофицири и војници, женски део популације, осуђеници на робију и др.
Директна последица доношења Видовданског устава је оснивање „Хрватског блока“ (август 1921) од стране представника ХРСС, Хрватске заједнице и Хрватске странке права. Програм Хрватског блока био је изразито федералистички. Владина штампа, а нарочито листови око Светозара Прибићевића, нападали су Хрватски блок због сепаратизма што није било основано, јер се блок изјаснио за државну заједницу, али федералистичку, не централистичку.

## Закон о заштити државе
На доношење Обзнане известан број млађих комуниста одговорио је црвеним терором, односно атентатима на истакнуте представнике грађанског друштва. Марта 1921. године формирана је у Бијељини група младих комуниста названа „Црвена правда“ која је одлучила да изврши атентат на аутора Обзнане, министра унутрашњих послова, Милорада Драшковића. Атентат је 21. јула извршио Алија Алијагић пуцавши Драшковићу у срце. Атентат је запрепастио државне врхове. Алијагић је осуђен на смрт, а његови сарадници на робију.
У круговима млађих комуниста долази до великог револта против владе након доношења Обзнане. У њиховим редовима тежи се за индивидуалном акцијом. Организација настала у Бијељини извршила је атентат на Милорада Драшковића, министра унутрашњих послова и аутора Обзнане (Алија Алијагић). Спасоје Стејић је на челу групе атентатора покушао убиство регента Александра. Међутим, бомба коју је зидарски радник Стејић бацио на Александра пала је иза регентових кола не наневши му повреде. Атентат је проузроковао оштре мере против КПЈ. Ухапшено је преко 10.000 људи, али су за учешће у атентату оптужена 33 лица међу којима је 10 комунистичких посланика. Убрзо је дошло до Алијагићевог атентата што је био и формални повод да се донесе Закон о заштити државе, легално средство за борбу против комуниста, што је отворено изјавио Светозар Прибићевић. Он је изгласан 1. августа 1921. године, и већ следећег дана суду је изручено још 54 комуниста због учешћа у Стајићевом атентату на Александра. Уследила су хапшења, а КПЈ се повукла у илегалу у којој ће остати до 1941. године.

## Чланови владе
| Функција                                                         | Слика               | Име и презиме          | Детаљи                                |
| ---------------------------------------------------------------- | ------------------- | ---------------------- | ------------------------------------- |
| Председник Министарског савета и министар иностраних дела        |                     | Никола П. Пашић        |                                       |
| Министар војске и морнарице                                      |                     | Бранко Јовановић       |                                       |
| Министар војске и морнарице                                      |                     | Милорад Драшковић      | заступник, од 29.4.1921.              |
| Министар војске и морнарице                                      |                     | Стеван Хаџић           | од 24.5.1921. до 18.7.1921.           |
| Министар војске и морнарице                                      | Миливоје Зечевић    |                        |                                       |
| Министар унутрашњих дела                                         |                     | Милорад Драшковић      | до 18.7.1921.                         |
| Министар унутрашњих дела                                         | Светозар Прибићевић |                        |                                       |
| Министар правде                                                  |                     | Марко С. Ђуричић       |                                       |
| Министар просвете                                                |                     | Светозар Прибићевић    | до 18.7.1921. заступник од 18.7.1921. |
| Министар финансија                                               |                     | Коста Кумануди         |                                       |
| Министар грађевина                                               |                     | Јован П. Јовановић     |                                       |
| Министар трговине и индустрије                                   |                     | Мехмед Спахо           |                                       |
| Министар пољопривреде и вода                                     |                     | Иван Пуцељ             |                                       |
| Министар пошта и телеграфа                                       |                     | Славко С. Милетић      |                                       |
| Министар шума и рудника                                          |                     | Хинко Кризман          |                                       |
| Министар социјалне политике                                      |                     | Вјекослав Куковец      |                                       |
| Министар народног здравља                                        |                     | Хамдија Карамехмедовић |                                       |
| Министар вера                                                    |                     | Миливоје Јовановић     |                                       |
| Министар припреме за Уставотворну скупштину и изједначење закона |                     | Марко Н. Трифковић     |                                       |
| Министар аграрне реформе                                         |                     | Никола Т. Узуновић     | до 18.7.1921.                         |
| Министар аграрне реформе                                         | Крста Љ. Милетић    |                        |                                       |
| Министар саобраћаја                                              |                     | Велизар Јанковић       | до 18.7.1921.                         |
| Министар саобраћаја                                              | Никола Т. Узуновић  |                        |                                       |